# Collection de documents et de témoignages pour servir à l’histoire de notre temps
Collection de documents et de témoignages pour servir à l'histoire de notre temps (deutsch: Sammlung von Dokumenten und Zeugnissen für die Geschichte unserer Zeit) ist eine französische Buchreihe, die von 1939 bis Anfang der 1950er Jahre bei Payot in Paris erschien. Während der deutschen Besetzung Frankreichs im Zweiten Weltkrieg setzte die Reihe ihr Erscheinen fort. Die thematisch breit gefächerte Reihe enthält Dokumente und Zeugnisse der Zeitgeschichte aus verschiedenen Ländern und Kulturen, darunter ethnographische Klassiker wie Mœurs et coutumes des Malgaches von Raymond Decary aus der Zeit des (französischen) Kolonialismus. Die folgende Übersicht erhebt keinen Anspruch auf Vollständigkeit.

## Auswahl
- Max Barthell; Eugen Theodor Rimli: La défense de la Suisse en cas d'invasion. 1939.
- W. L. Calderwood: Les Saumons. 1939
- Carl Crow: Mes amis les Chinois dans leur vie quotidienne. 41 illustrations de Sapojnikoff. Traduit de l'anglais par Charles Mourey. 1939
- Paul Brunton: L'Egypte secrète. 1941
- Henry Morton Robinson: La science contre le crime. 1941
- Maurice Lecerf: Le Fer dans le Monde. 1942
- Diedrich Westermann: Autobiographies d'Africains : 11 autobiogr. d'indigènes originaires de diverses régions de l'Afrique et représentant des métiers et des degrés de culture différents. Trad. franç. de Louise Homburger. 1943
- Marquis de Wavrin: A travers les forêts de l'Amazone du Pacifique à l'Atlantique. Récit d'exploration publié par Gaston Bunnens. 1943 [Bericht einer Reise durch den Amazonas-Urwald von Lima nach Belem-do-Para]
- Winifred Susan Blackman: Les Fellahs de la Haute-Egypte. Vie religieuse, sociale et économique. Le présent et les survivances anciennes. Préface de R. R. Marett. 1948
- R. Jouan: Le pétrole, roi du monde (Géographie du pétrole / extraction - raffinage / emmagasinage et transport - guerre secrète / industrie pétrolière - pétrole dans la 2ème guerre mondiale - France et pétrole). 1949
- Arthur Pellegrin: L'Islam dans le Monde, 1950 [Mahomet et les Arabes. - Le Coran et le Culte. Vie et Moeurs des Musulmans. - L'Expansion militaire et politique. - L'Expansion religieuse. - La Civilisation Musulmane. - La Renaissance Arabe. - Le Monde Arabe Moderne.]
- Raymond Decary: Mœurs et coutumes des Malgaches. 1951